# (5436) Eumélos

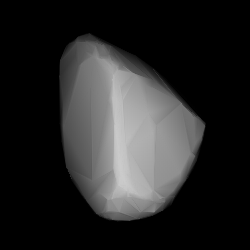
image d'une représentation 3D de l'astéroïde 5436 Eumelos

(5436) Eumélos, désignation internationale (5436) Eumelos, est un astéroïde troyen jovien.

## Description
(5436) Eumélos est un astéroïde troyen jovien, camp grec, c'est-à-dire situé au point de Lagrange L4 du système Soleil-Jupiter. Il présente une orbite caractérisée par un demi-grand axe de 5,199 UA, une excentricité de 0,078 et une inclinaison de 7,4° par rapport à l'écliptique.
Il est nommé en référence au personnage de la mythologie grecque Eumélos, acteur du conflit légendaire de la guerre de Troie.

## Compléments